# Kloster Tempzin

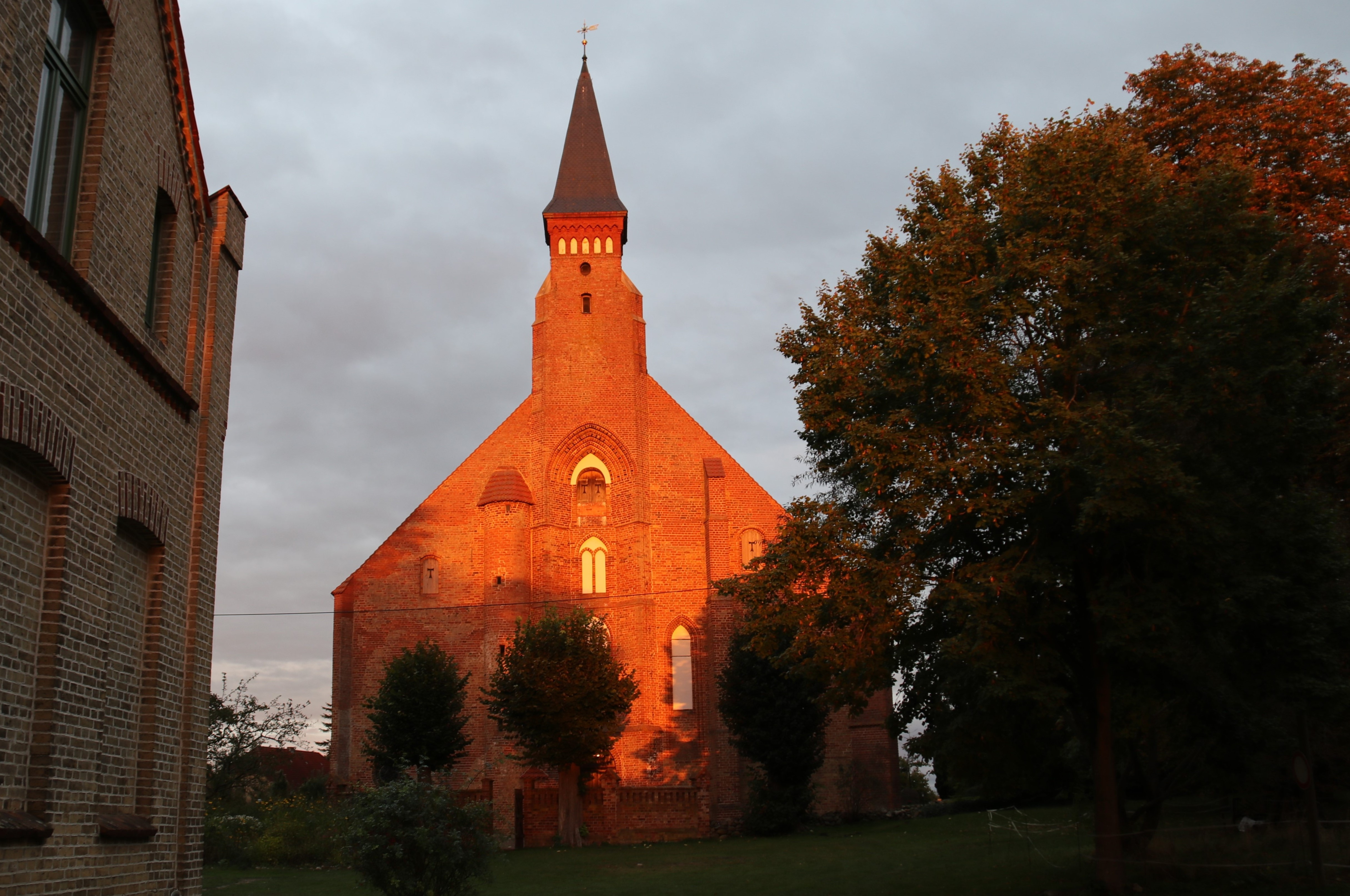
Klosterkirche Tempzin 2024

Das St.-Antonius-Kloster Tempzin ist ein ehemaliges Antoniterkloster im Ortsteil Tempzin (Gemeinde Kloster Tempzin) bei Brüel im Landkreis Ludwigslust-Parchim in Mecklenburg-Vorpommern, von dem noch die Kirche sowie einige Gebäude und Ruinen erhalten sind. Seit 1994 erfolgt die Nutzung als Pilger-Kloster.

## Geschichte

### Mittelalter
Das Antoniterkloster Tempzin wurde im Zuge der Christianisierung Mecklenburgs am 7. Juni 1222 durch Fürst Heinrich Borwin I., seine Gattin Adelheid und seine Söhne aus erster Ehe, Heinrich Borwin II. und Nikolaus II., als Präzeptorei und Hospital gegründet. Die darüber ausgestellte Urkunde gilt als Gründungsurkunde der Tempziner Niederlassung. Zum Grundbesitz gehörten das Gut Tunischin, der damalige Name für Tempzin, mit den angrenzenden Feldern bis zum Wasserlauf der Tepenitz, inklusive aller Rechte an diesem Wasserlauf und einem Drittel des angrenzenden Sees. Zudem besaß der Grundbesitz eine Salzpfanne in Sülten, an der Salz gewonnen wurde.

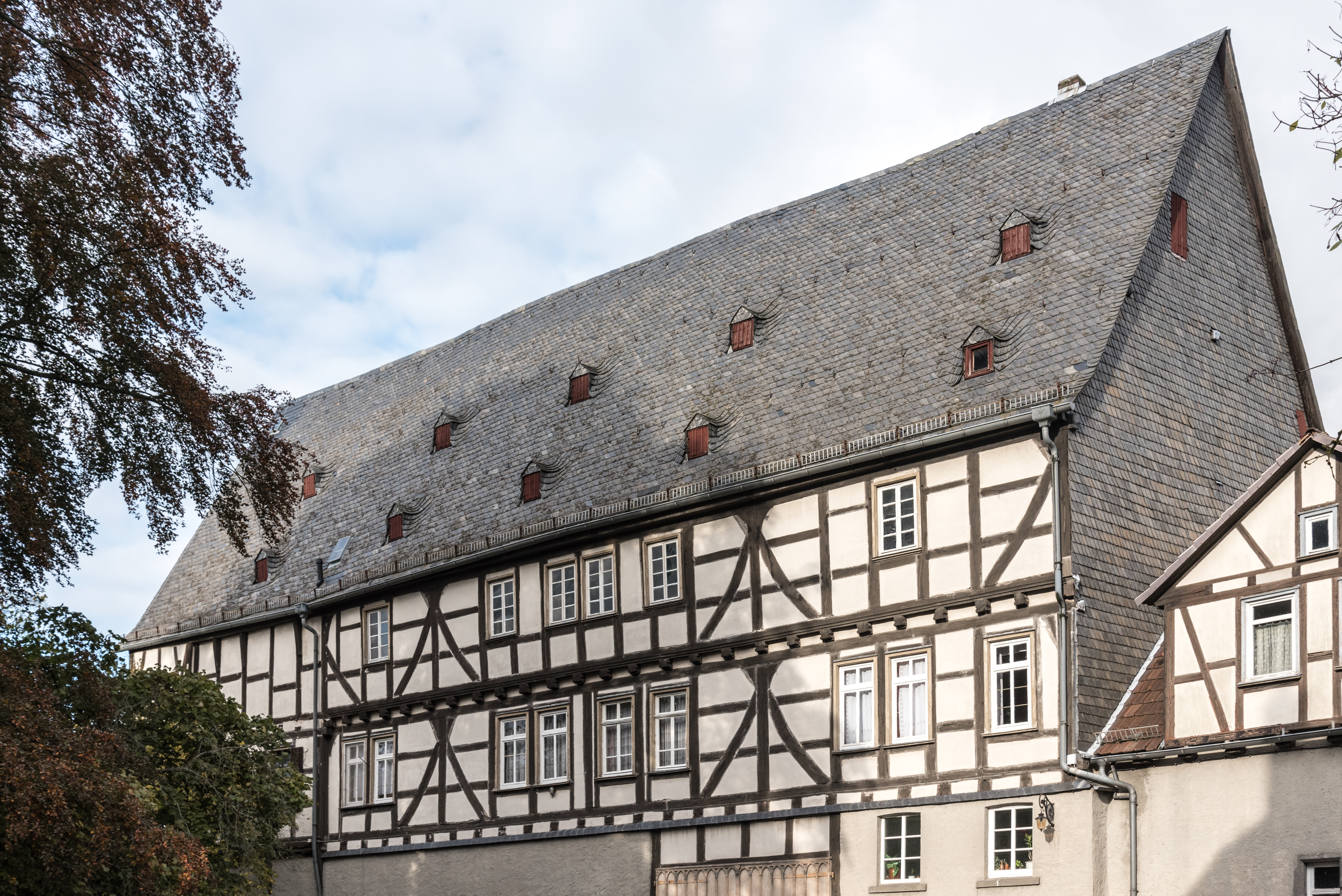
Antoniterkloster Grünberg 2017

Die Stiftung wurde den anwesenden Antoniusbrüdern Richard und Wilhelm aus dem Mutterkloster in Grünberg in Hessen übergeben. Sie nahmen vielleicht schon die Stiftungsurkunde mit nach Grünberg, wo sie bis zum Ende des Mittelalters erhalten blieb. Da die Urkundenüberlieferung in Grünberg erst später begann, wäre die Tempziner Stiftung von 1222 der erste urkundliche Nachweis der Grünberger Antoniter. Die Abtei bestand in den ersten Jahrzehnten ohne feste Bruderschaft, einigen Zimmern für durchreisende Brüder und einer Holzkapelle. Die Überschüsse der Abtei gingen nach Hessen oder von den Brüdern zu ihrem eigenen Vorteil genutzt. Die strukturelle und wirtschaftliche Entwicklung gelang so kaum.
1277 schenkte der pommersche Herzog Barnim I. dem Kloster den auf der Insel Wollin gelegenen Ort Schwantust (Swantuss, heute: Świętouść); Fürst Heinrich von Mecklenburg übertrug 1306 den Tempziner See samt Fischereirechten an den Orden. Herzog Barnim der Jüngere von Pommern stiftete im Jahr 1340 einen Hof von viereinhalb Hufen an der Burg Demmin. 1387/88 erwarb das Kloster Tempzin das Dorf Blankenberg von Ritter Heinrich von Bülow auf Kritzow. Bis 1381 blieb das Kloster Tempzin im norddeutschen Raum das einzige Hospital für die Behandlung von Vergiftungen an Mutterkorn. Die Präzeptorei blieb vollständig vom Grünberger Mutterkloster abhängig.
Im frühen 15. Jahrhundert erlebte das Kloster eine Phase tiefgreifender Umbrüche und Reformen, die maßgeblich durch kirchenpolitische Ereignisse beeinflusst wurden. Das Abendländische Schisma (1378–1417), das die westliche Kirche in konkurrierende Papstparteien spaltete, wirkte sich auch auf die Struktur des Antoniterordens aus. Die innerordensliche Spaltung und die damit verbundene Unsicherheit führten zu einer Neuordnung der klösterlichen Zuständigkeiten und Privilegien.
Unmittelbar nach dem Ende des Abendländischen Schismas kam es zwischen 1418 und 1421 zu einem eigenen Ordensschisma innerhalb der Antoniter, das die Einheit des Ordens zusätzlich belastete. Die Ursachen lagen in konkurrierenden Ansprüchen auf die Leitung des Mutterklosters Saint-Antoine-l’Abbaye sowie in unterschiedlichen Vorstellungen zur künftigen Ausrichtung des Ordens. Dieses Schisma führte zu einer temporären Spaltung der Ordensführung und erschwerte die Umsetzung zentraler Reformen.

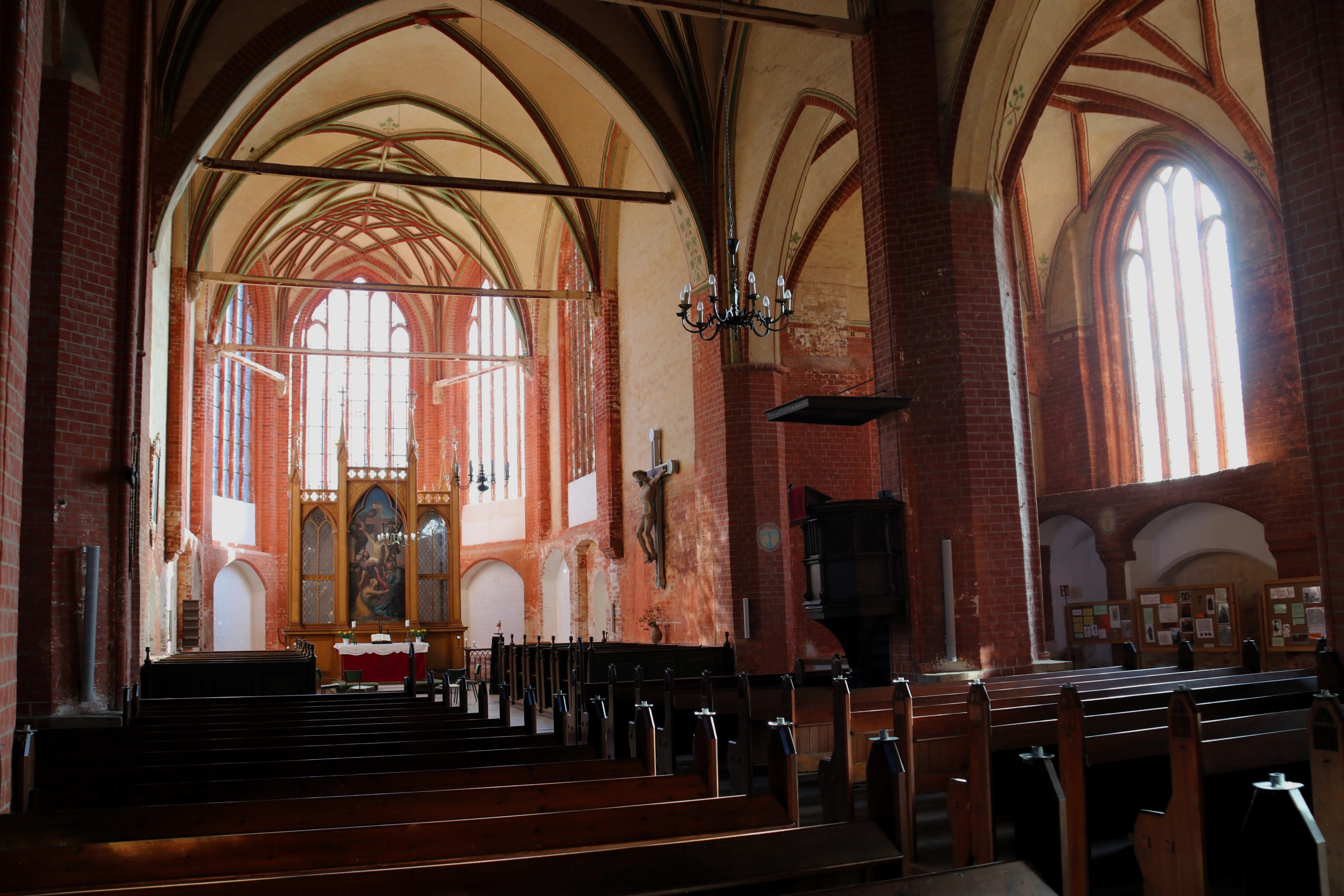
Kirchenschiff und Chorraum 2024

Ein zentraler Akteur dieser turbulenten Phase war Präzeptor Petrus Barlonis, der von 1390 bis zu seinem Tod im Jahr 1417 sowohl das Mutterkloster in Grünberg als auch die Präzeptorei Tempzin leitete. Unter seiner Führung gelang es dem Tempziner Konvent, sich wirtschaftlich und organisatorisch zu konsolidieren. Unterstützt wurde er dabei vom Vorsteher Hinrich de Grobis oder van Groben. Besonders bedeutsam war das auf dem Konzil von Konstanz 1416 von Johannes XXIII. verliehene Privileg, künftig Ordensbrüder eigenständig aufnehmen zu dürfen, was eine faktische Loslösung von der bisherigen Abhängigkeit vom Mutterkloster bedeutete. Das päpstliche Privileg stellte einen Bruch mit der bisherigen Ordensstruktur der Antoniter dar, da zuvor allein dem Abt von Saint-Antoine das Aufnahmerecht für neue Ordensbrüder zustand. Das Klosterleben blühte in dieser Zeit auf, sichtbarer Ausdruck war u. a. die Vollendung des Chores der Kirche.
Barlonis straffte die gesamte Organisation, führte regelmäßige Klostergottesdienste ein und entsandte Brüder u. a. in den skandinavischen Raum. Unter seiner Leitung wurde 1391 die bald verselbständigte Tochterpräzeptorei Mohrkirch in Schleswig gegründet. Diese Entwicklung ging mit einer erheblichen Vermehrung des klösterlichen Besitzes Ende des 14. Jahrhunderts einher. Erworben wurden u. a. der Hof Werder auf der Westseite des Tempziner Sees (1390), das Dorf Jülchendorf (1398), der Kiwitteshof (1399), das Dorf Ventschow in der Vogtei Sternberg (1400) und Hof sowie Dorf Zahrensdorf (1406/07). Bereits vor 1438 wurde dem Kloster die Ansiedlung eines Hofes durch den Rat der Stadt Wismar in der Papenstraße erlaubt.
Mit der Wahl Papst Martins V. im Jahr 1417 setzte eine Phase gezielter kirchlicher Reformbemühungen ein. Der Papst berief ab 1420 mehrere Generalkapitel ein, um die Ordensdisziplin zu stärken und die überregionalen Strukturen der Antoniter zu vereinheitlichen. Vor diesem Hintergrund und mit dem Tod Barlonis 1417 erstarkte ab den 1420er Jahren wieder der Einfluss des Mutterklosters Grünberg, das Heinrich Slitze und Johann Marburg als Barlonis Nachfolger benannte und Tempzin vorübergehend wieder in die alte Abhängigkeit brachte. Damit ging ein wirtschaftlicher Niedergang des Klosters und der Verlust wichtiger Urkunden, wie z. B. das Privilegium creationis fratrum, einher. Nach dem Rückzug des Präzeptors Marburg nach Grünberg war das Kloster mit 30.000 Rheinische Gulden verschuldet. Unter dem Präzeptor Heinrich Hagenow gelang bis zu dessen Tod 1474 die wirtschaftliche Konsolidierung und die Unabhängigkeit des Klosters wieder herzustellen. Darüber hinaus gelang ihm die Beschaffung der Abschriften von verschollenen Urkunden, insbesondere solcher, die Privilegien enthielten. Das Klosterleben und die Gottesdienste waren wie unter Barlonis wieder geregelt.
Ende der 1470er Jahre versuchte das Grünberger Mutterkloster erneut die Kontrolle über das Tempziner Kloster zu erlangen. Dieser Versuch konnte 1479 und in den Folgejahren durch den Protest der Tempziner Brüder verhindert werden. Sie widersetzten sich den vom Mutterkloster entsandten Präzoptoren. In den 1490er Jahren stabilisierte sich die Entwicklung des Klosters durch die Berufung eigener Klostervorsteher, wie z. B. Barthold Ponnick.

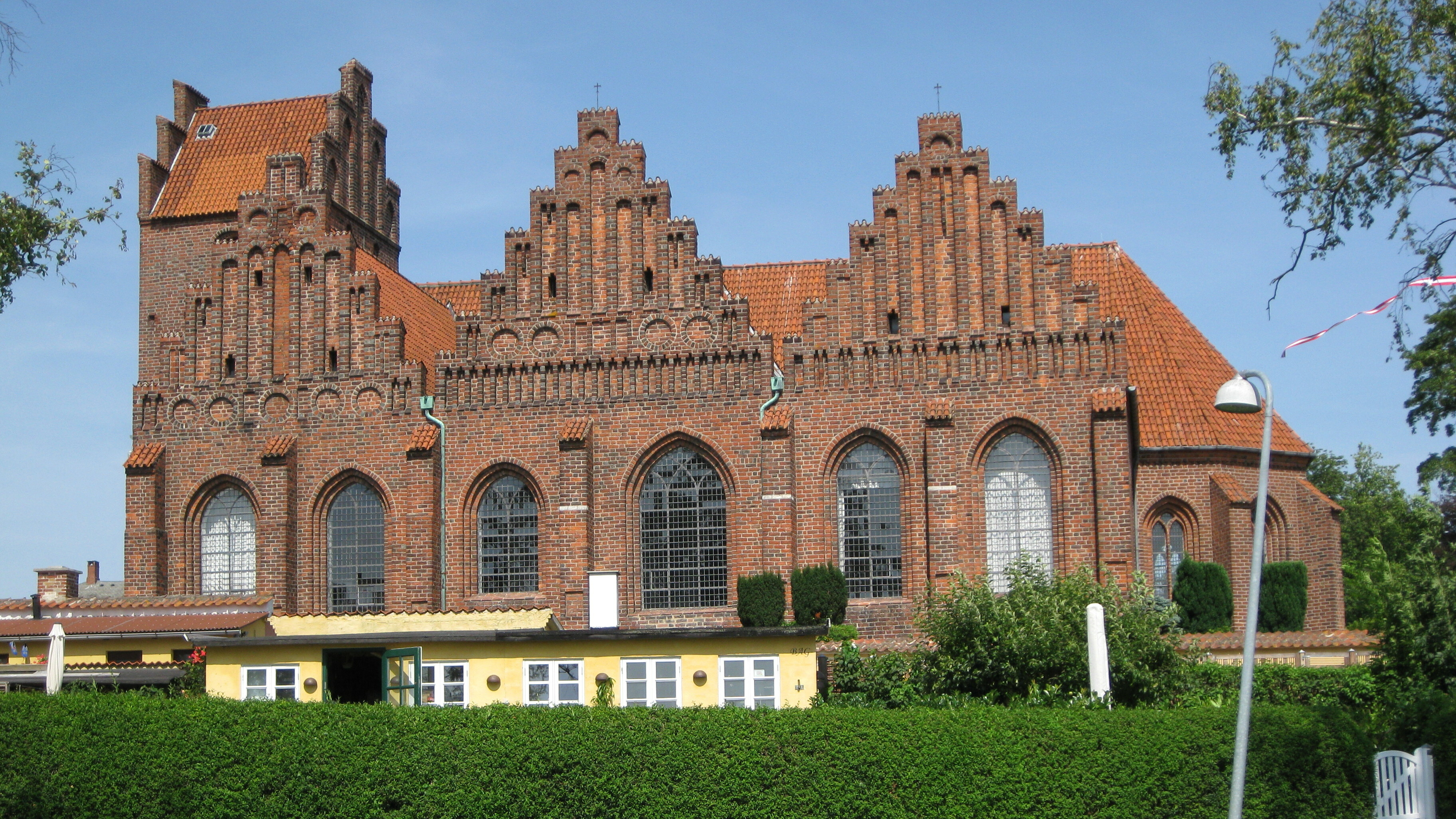
Ehemalige Antoniter-Klosterkirche, Præstø Kirke 2011

In den Folgejahrzehnten erfolgten von dem Kloster Tempzin aus weitere Tochtergründungen: 1470 Præstø in Dänemark, 1497/1500 Ramundeboda in Schweden, 1507 Nonnesetter bei Bergen in Norwegen, 1507 das Heilig-Geist-Hospital in Frauenburg in Ermland und im Jahr 1514 Lennewarden in Livland. Lennewarden war zugleich die letzte Gründung einer Präzeptorei des Antoniter-Ordens. Der bereits in den 1480er und 1490er Jahren einsetzte Aufschwung der klösterlichen Entwicklung, sollte sich auch Anfang des 16. Jahrhunderts weiterfortsetzen. Der 1490 begonnene Bau des Warmhauses konnte 1500 abgeschlossen werden.

### Neuzeit
Unter dem Präzeptor Johannes Kran wurde die Klosterkirche der Antoniterabtei Tempzin zwischen 1500 und 1518 durch zwei Seitenschiffe und einen Kirchturm erweitert. Die letzte bauliche Maßnahme erfolgte unter seinem Nachfolger Johann Wellendorf mit der Errichtung eines Torhauses. Die Finanzierung dieser Bauvorhaben stützte sich wesentlich auf Einnahmen aus dem Ablasshandel, der zu dieser Zeit eine etablierte kirchliche Praxis darstellte.
Tempzin zählte im frühen 16. Jahrhundert zu den bedeutendsten Niederlassungen des Antoniterordens. Es übertraf die meisten der insgesamt 42 Generalpräzeptoreien hinsichtlich der Zahl der Ordensbrüder, der wirtschaftlichen Leistungsfähigkeit und der klösterlichen Aktivitäten.

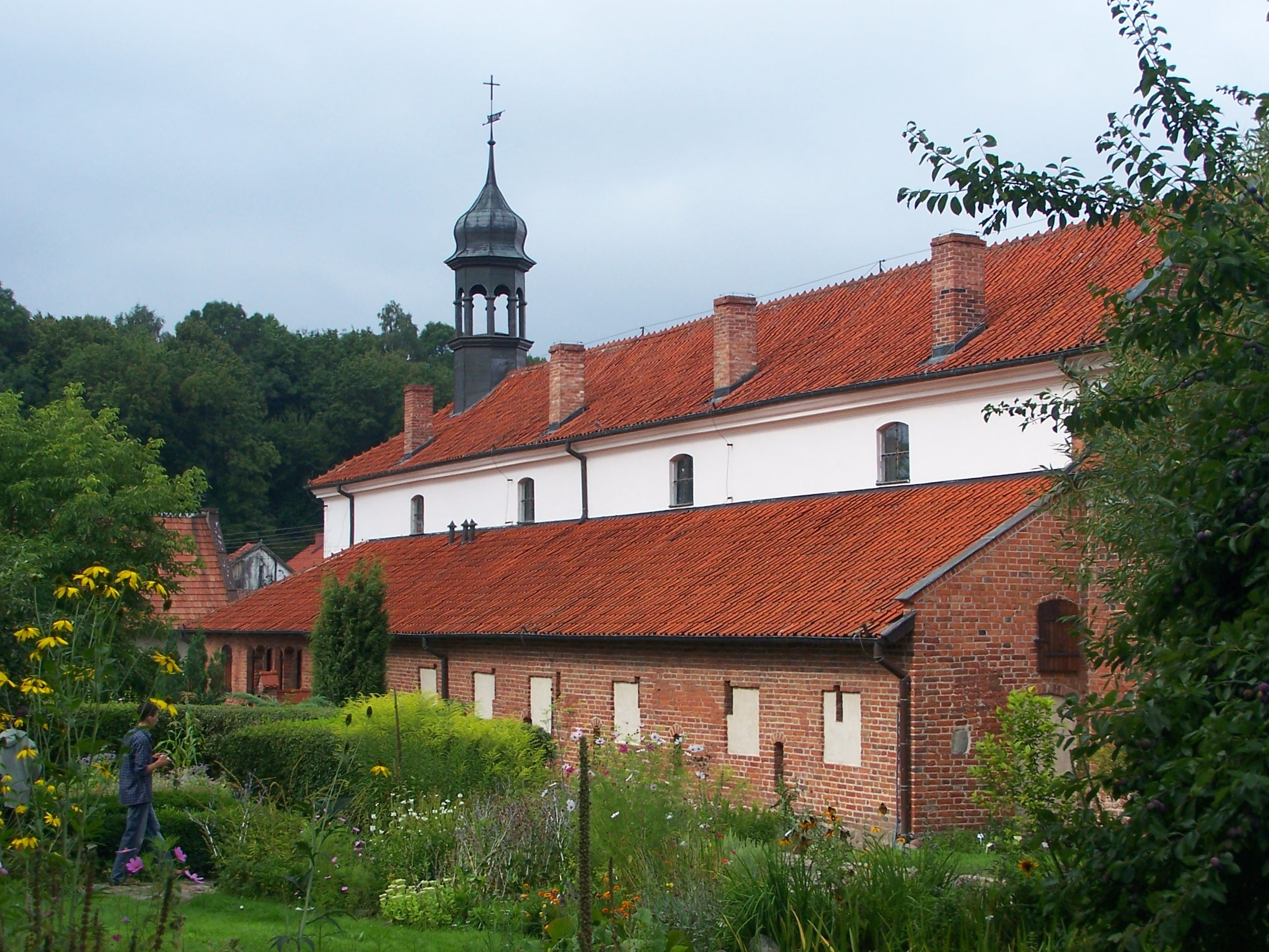
Ehemaliges Antoniter-Hospital in Frombork 2006

Im Jahr 1519 ging das Frauenburger Hospital, das zuvor von den Antonius-Brüdern betrieben worden war, aufgrund finanzieller Schwierigkeiten in den Besitz des Bischofs von Ermland über. Die Reformation führte in den folgenden Jahren zu einem tiefgreifenden Wandel. Mit der Auflösung der Niederlassung in Lennewarden im Jahr 1534 endete auch das Wirken des letzten dort tätigen Antoniters, Heinrich Hintze, der im Sommer desselben Jahres auf der Rückreise nach Tempzin in Riga verstarb.
Diese Entwicklungen markieren den Beginn des Niedergangs der Antoniterpräzeptorei Tempzin, der in erster Linie durch die einsetzende Reformation in Mecklenburg ausgelöst wurde.
Mit dem Beschluss des Landtags an der Sagsdorfer Brücke bei Sternberg wurde 1549 in ganz Mecklenburg der evangelische Glaube eingeführt. Das Antoniter-Kloster wurde auf herzoglichen Erlass vom 25. November 1550 säkularisiert. 1552 wurde die Präzeptorei schließlich aufgehoben. Dem letzten Präzeptor des Klosters, Gregorius Detlev, sowie dem herzoglichen Rat Joachim Krause aus Varchentin wurde der Nießbrauch auf Lebenszeit eingeräumt. Das Kloster wurde zu landwirtschaftlichen Domäne, deren Erträge anfangs zur Finanzierung der Universität Rostock dienten. Bereits in den 1550er Jahren wurden erste Klostergebäude, u. a. 1557 das Alte Haus, abgebrochen. Die Steine wurden u. a. für den Schweriner Schlossbau verwand.
1569 erhielt Herzog Christoph das Amt Tempzin von seinem älteren Bruder, Herzog Johann Albrecht. Hier verstirbt Herzog Christoph am 4. März 1592 und wird im Schweriner Dom beigesetzt. In den Folgejahren dienen die Einkünfte aus dem Amt häufig zur Versorgung herzoglicher Witwen.
1589 wurde die Klosterkirche in eine Pfarrkirche umgewandelt.

## Entwicklung als Pilger-Kloster

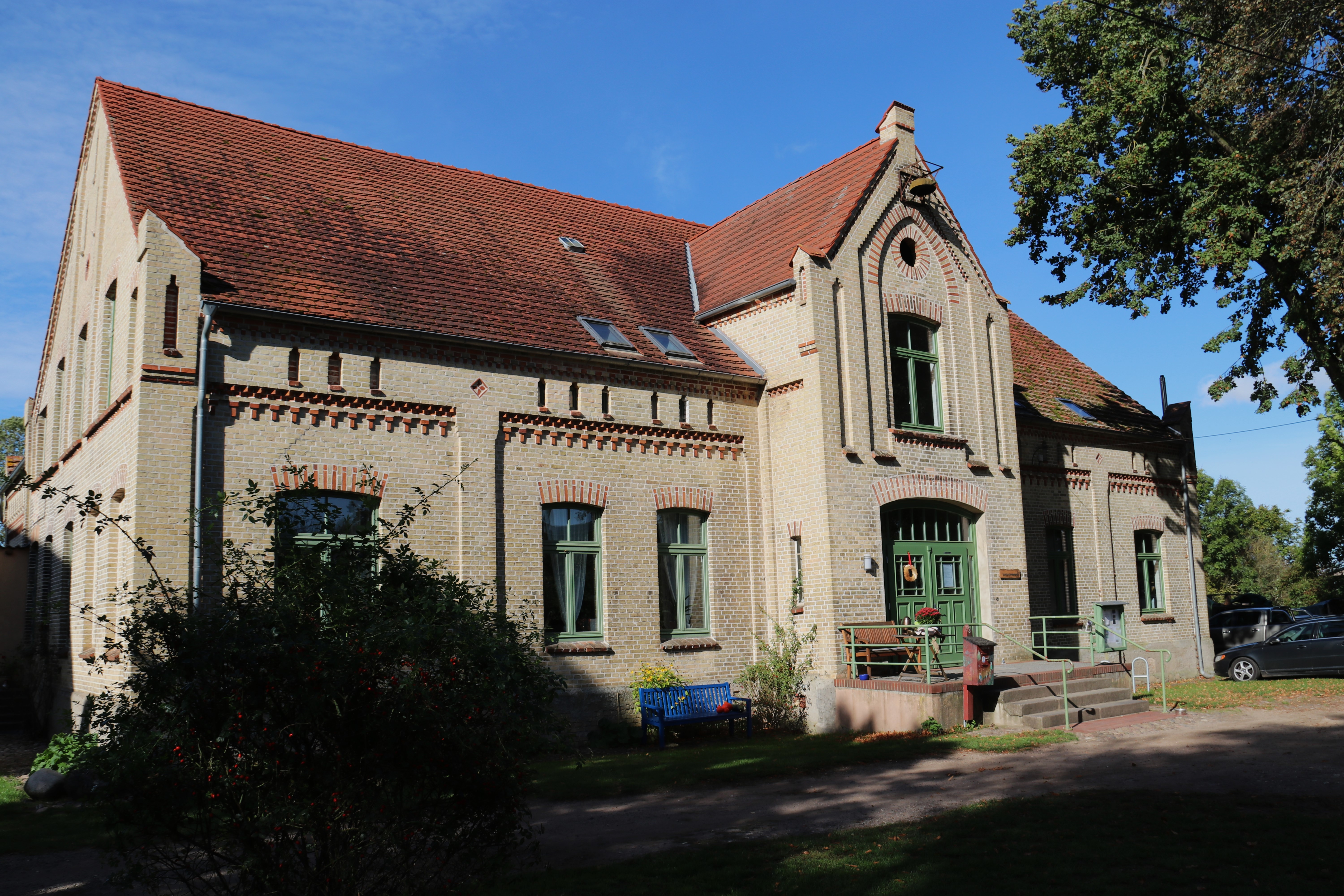
Haus der Gemeinschaft 2024
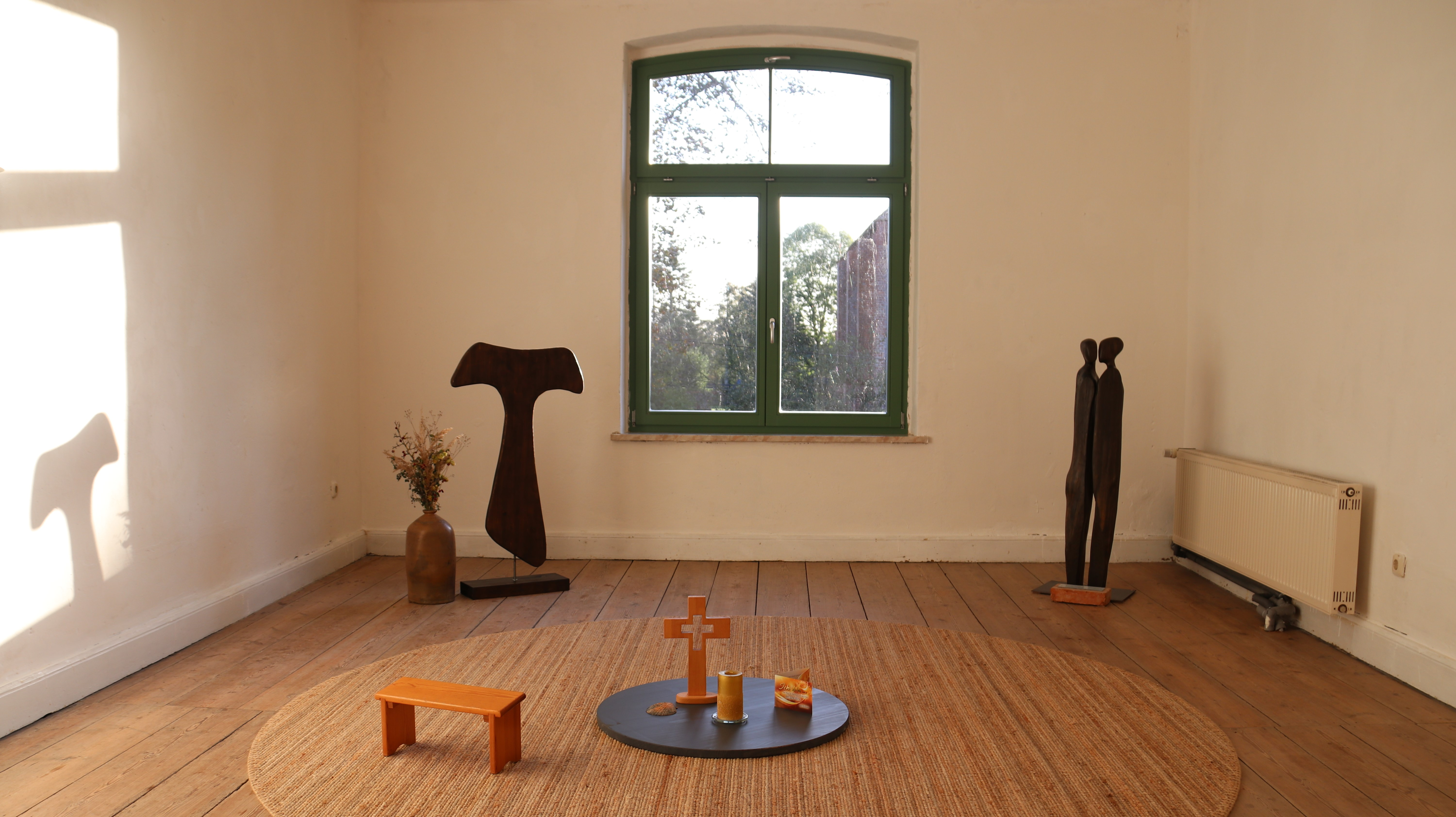
Raum der Stille 2024
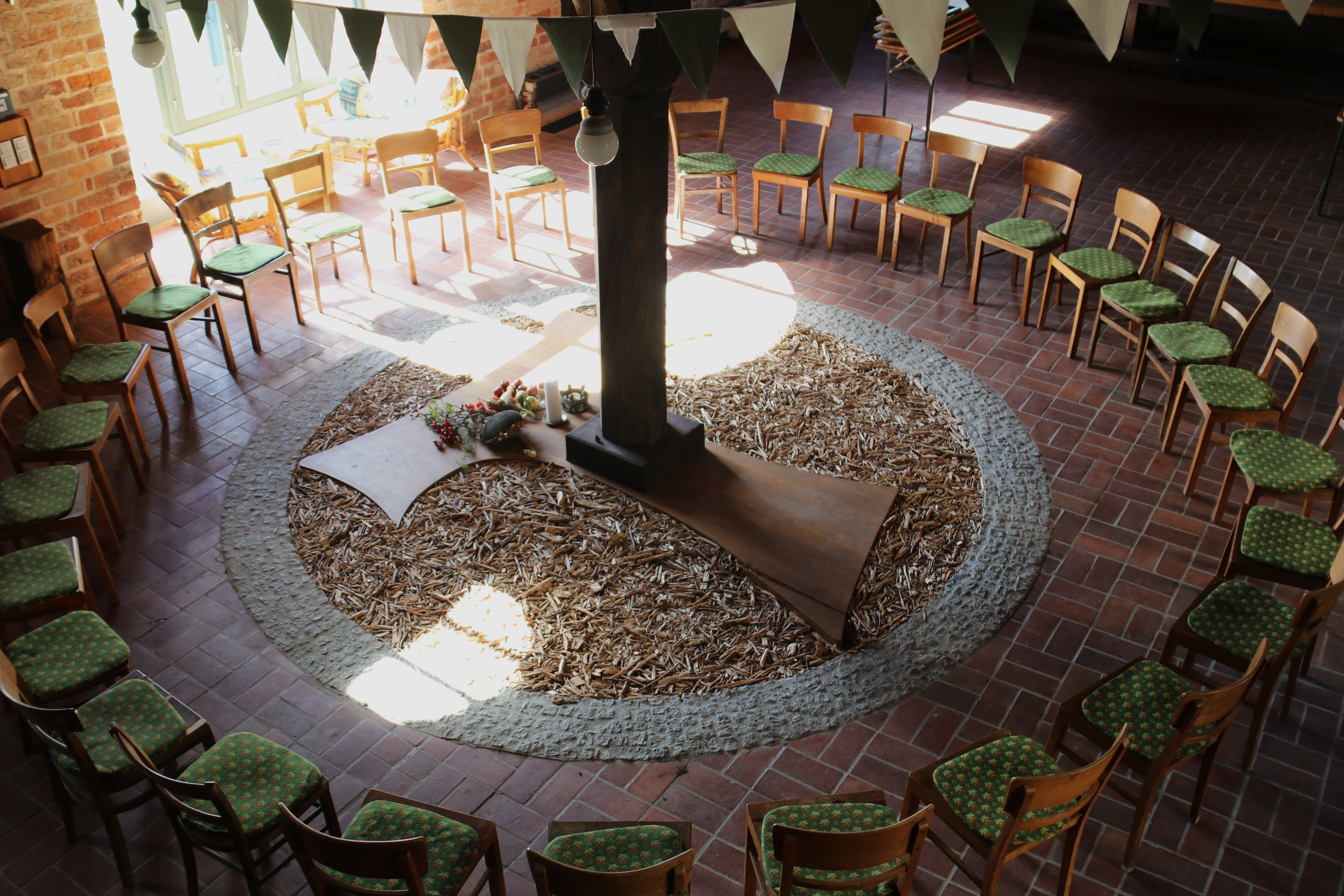
Pilgersaal 2024
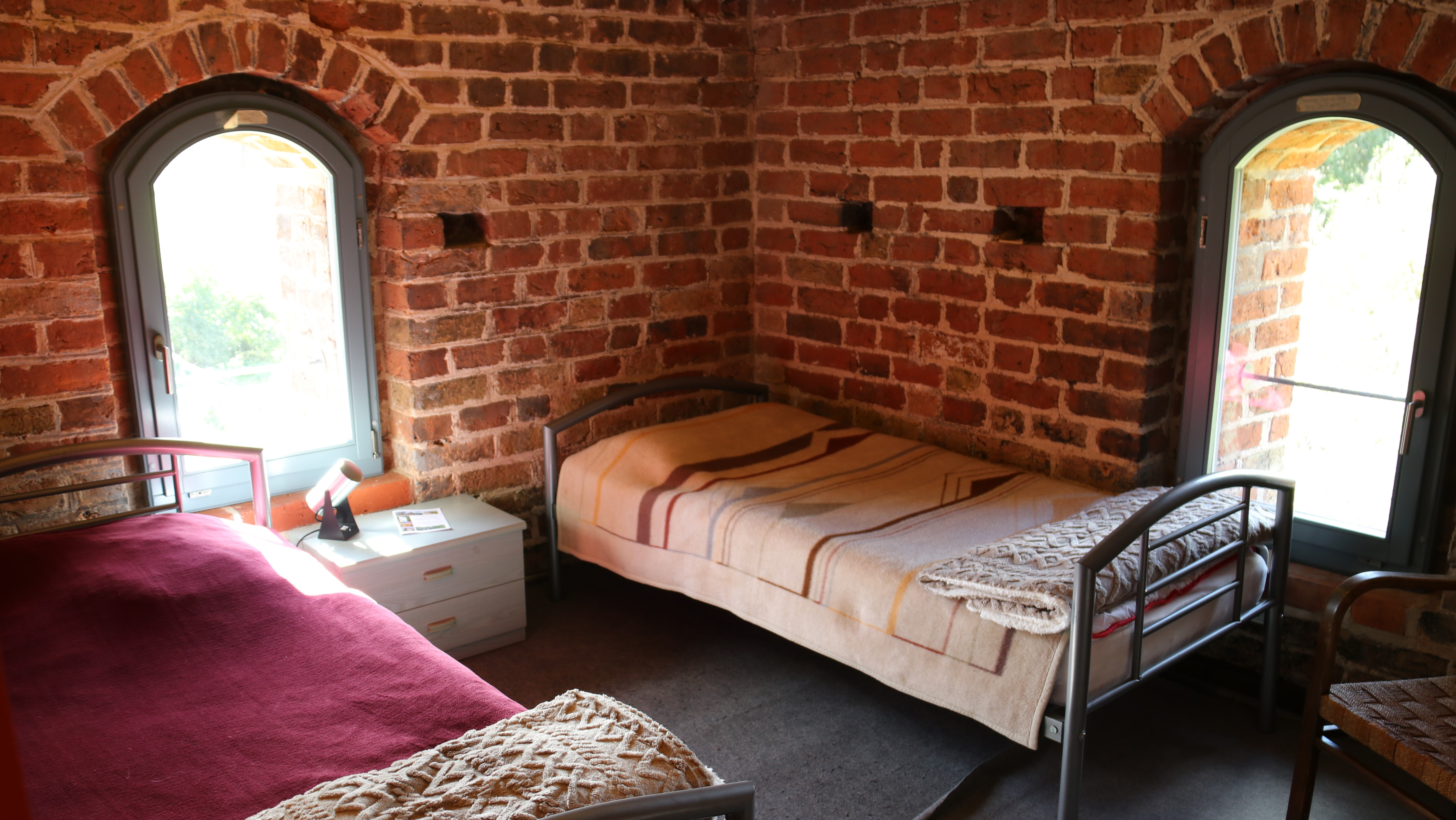
Pilgerzimmer 2024
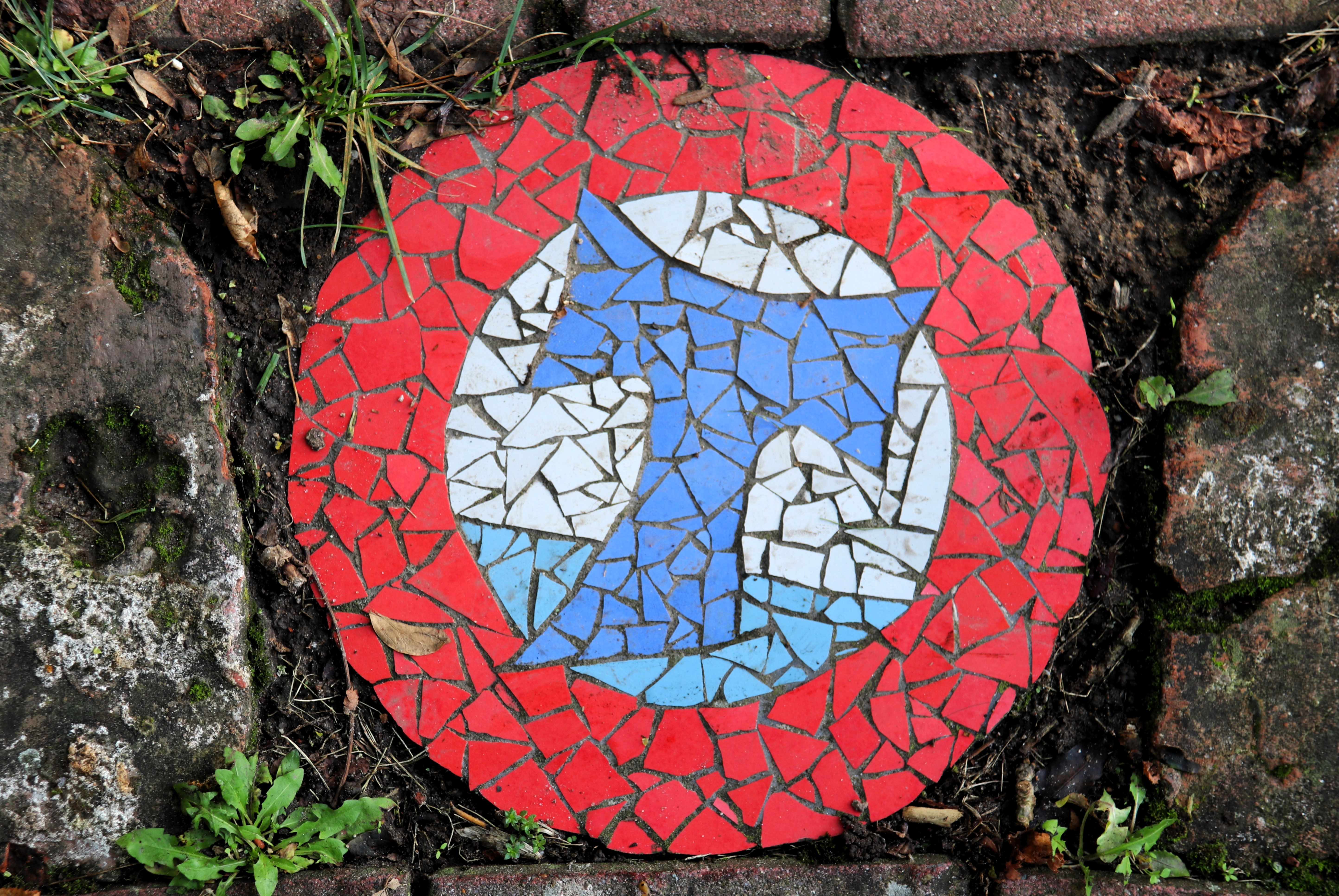
Logo Pilger-Kloster Bodenmosaik 2024

Im Engagement für das Pilger-Kloster wurde an die Ordenstradition der Antoniter angeknüpft, in der sich Laien in eine Bruderschaft zum Dienst an Pilger zusammenfanden und sie u. a. verpflegten oder in einem Hospiz aufnahmen. Aus einer 1989 entstandenen Sternberger Pilgerbewegung heraus, gründete sich 1994 der Verein Pilgerherberge Kloster Tempzin e. V. Das ehemalige Amts- und Warmhaus konnten von dem Verein erworben werden. Im gleichen Jahr gründete sich der Förderverein Antoniterhospital Tempzin e. V. Beide Vereine engagieren sich für die Erhaltung und Sanierung der noch vorhandenen baulichen Klostersubstanz. 2002 wurde das ehemalige Amtshaus als Haus der Gemeinschaft mit einem Fest eingesegnet. 2005 ist die Kirche saniert. 2011–2012 wird die neue Dreieinigkeitskapelle unweit der Kirche errichtet. 2016 ist das Warmhaus als Pilgerherberge ausgebaut.
Heute führen die beiden Fernpilgerwege Baltisch-Mitteldeutscher Weg sowie der Pilgerweg der Heiligen Birgitta nach Tempzin. Vor Ort werden regionale ökumenische Pilgertouren zu Fuß oder per Fahrrad, wie z. B. Großer Pilgerweg oder Kleeblatt-Pilgerweg, angeboten. Darüber hinaus bietet das Pilger-Kloster die Möglichkeit für Einkehrtage, Tageszeiten-Gebete, Ora et labora Wochen, Feste und Weiteres mehr an.

### Leitung des Pilger-Klosters
- 2001–2014 Joachim und Magdalene Anders
- 2014–2020 Doris Mertke
- 2021–0000 Maria Lachmann

## Bedeutung als Wallfahrtsort
Die Präzeptorei zog seit dem frühen 15. Jahrhundert Wallfahrer aus dem Nord- und Ostseeraum an. Papst Bonifatius IX. statte das Kloster 1399 und 1400 mit großen Ablässen aus. Neben weiteren bischöflichen Ablässen verhieß eine Bulle von Papst Paul II. 1470 den Pilgern einen fünfjährigen Ablass. Archäologische Funde von Pilgerzeichen aus Stade, testamentarische Verfügungen, Stiftungen oder Glockenabgüsse aus den Dorfkirchen von Wittenförden, Domsühl oder Russow verweisen auf die Attraktivität des Klosters und des Antoniushofes in Wismar als Wallfahrtsort. In den Ablässen für den Wallfahrtsort Tempzin wurden eine Reihe von Reliquien wie z. B. die Knochenreliquie vom Heiligen Antonius, Reliquien von Jesus, Maria, Johannes dem Täufer, Nikolaus von Myra, Katharina von Alexandrien, Agnes von Rom, St. Bartholomäus, St. Christophorus, der 11.000 Jungfrauen oder der 10.000 Ritter genannt. In der Klosterkirche befindet sich heute eine Figur des heiligen Antonius, die möglicherweise im Spätmittelalter als Gnadenbild verehrt wurde.
Darüber hinaus zog das Kloster zahlreiche Pilger an, die sich Heilung vom Antoniusfeuer erhofften.

## Klosterkirche

### Äußeres

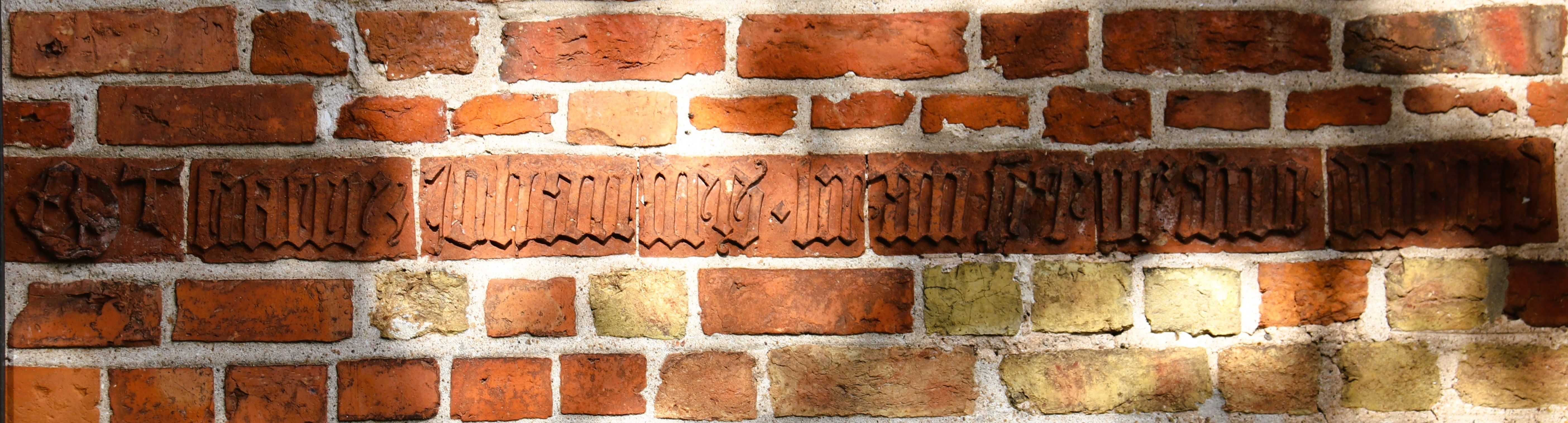
Bauinschrift mit Wappen des Präzeptors Johannes Kran 2024

Der Bau der heutigen spätgotischen Kirche begann 1411. In den Jahren zwischen 1444 und 1474 wurde der Bau nach Westen erweitert. Sie besteht aus einem dreischiffigen Langhaus in Form einer vierjochigen Stufenhalle und einem einschiffigen langgestreckten, polygonal abgeschlossenen Chor. Um 1500 erfuhr die Kirche unter dem Präzeptor Johannes Kran erhebliche Umbauten. An der Südseite der Westfassade erinnert eine Bauinschrift mit dem Wappen (Kranich mit einem vorangestellten Taukreuz) und dem Wortlaut T. Frater Johannes Kran, Preceptor, Anno Domini. MD daran.
Die Gewölbe in Form von Stern-, Netz- und Kreuzrippengewölbe wurden Anfang des 16. Jahrhunderts erbaut, im nördlichen Seitenschiff sogar erst während einer Restaurierung von 1909 bis 1912. An der Südseite des Langhauses befindet sich ein Portal mit einer Laibung aus rot und grün glasierten Steinen. Die Westfassade mit Portal ist durch eine viergeschossige Nische über diagonal vorgezogenen Pfeilern in der Mitte hervorgehoben. Darüber befindet sich ein zierliches Giebeltürmchen, das im Oberteil erneuert ist. An der südlichen Seitenschiffswand finden sich Reste von figürlicher Wandmalerei, die wohl in der Mitte des 15. Jahrhunderts entstanden ist.
1998 begann die Sanierung der Kirche. Heute ist sie eine der Kirchen der Evangelisch-Lutherischen Kirchengemeinde Brüel in der Propstei Wismar im Kirchenkreis Mecklenburg der Evangelisch-Lutherischen Kirche in Norddeutschland.

### Inneres

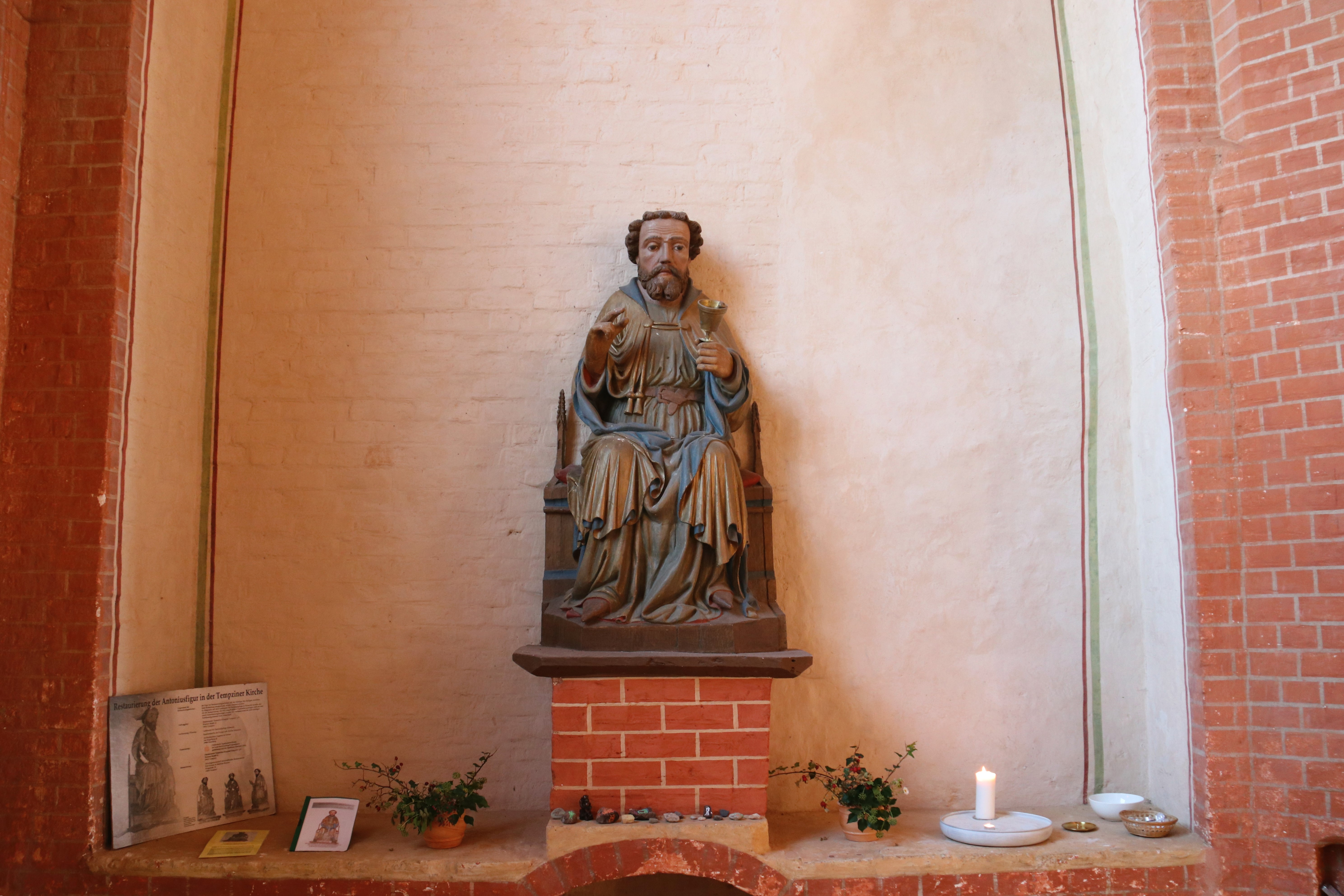
Antonius-Statue (2024)

Von der Ausstattung zu nennen ist eine hölzerne Kanzel mit polygonalem Kelchfuß und spätgotischem Faltwerk am Korb. Eine fast 4 m hohe hölzerne Sitzfigur des heiligen Antonius entstammt wohl einer Rostocker Werkstatt der 2. Hälfte des 15. Jahrhunderts. Ein hölzernes Triumphkreuz ohne Corpus mit aufgemalten Evangelistensymbolen in den Ecken ist möglicherweise um 1300 entstanden. Im östlichen Chorfenster sind kleine Wappenscheiben vom Ende des 17. Jahrhunderts erhalten. Von der liturgischen Ausstattung sind zwei Kelche erhalten; der eine mit Sechspassfuß und reicher Gravierung ist 1618 datiert und der andere entstand möglicherweise um 1300 und ist mit einer gravierten Pietà vom Ende des 15. Jahrhunderts geschmückt. Eine zugehörige Patene entstammt wohl dem 1. Viertel des 14. Jahrhunderts. Die einmanualige Orgel mit sechs Registern und angehängtem Pedal wurde 1892 von Friedrich Friese III erbaut.
Das heutige Altargemälde geht auf die Stiftung Großherzog Friedrich Franz II. zurück und stammt von dem Schweriner Hofmaler Gaston Lenthe.

## Weitere Klosterbauten

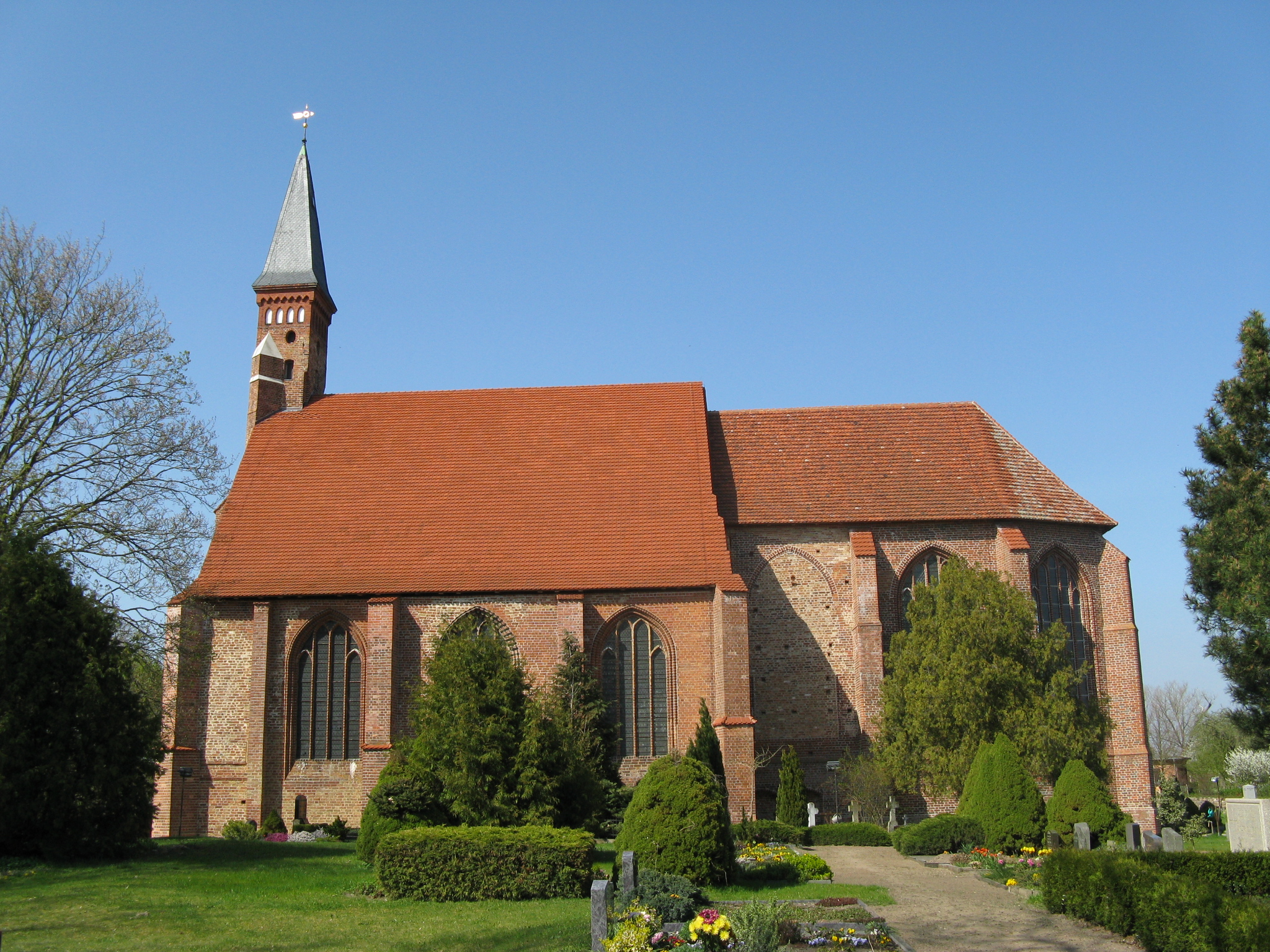
Die Klosterkirche von Süden 2009
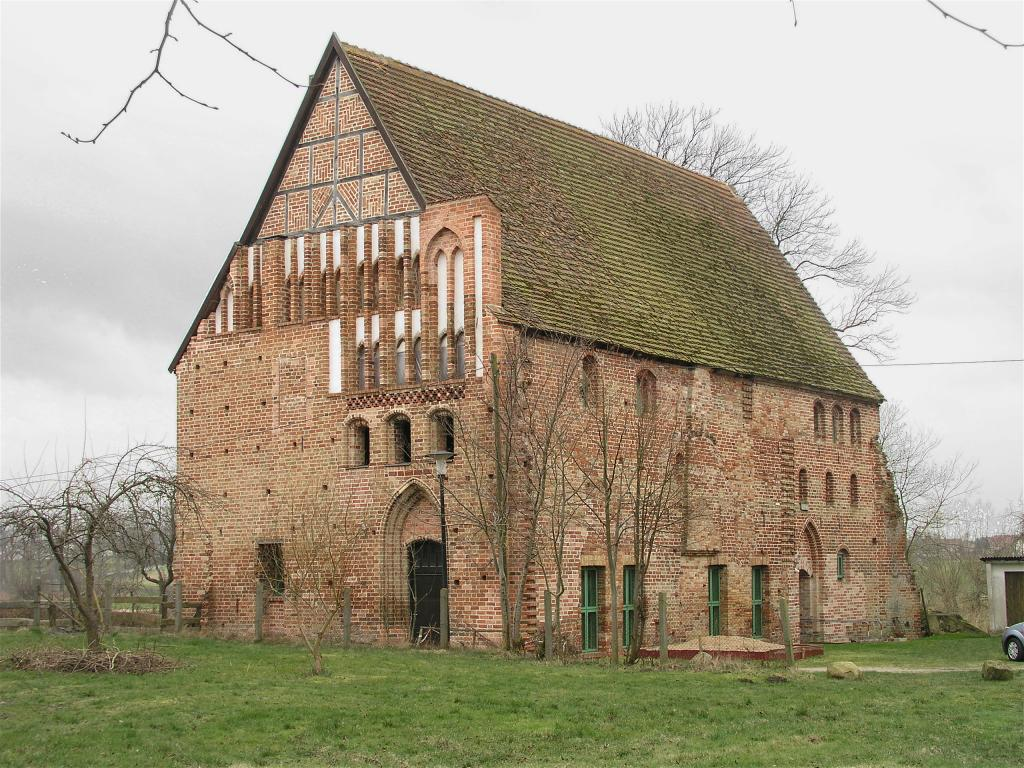
Das Warmhaus 2007
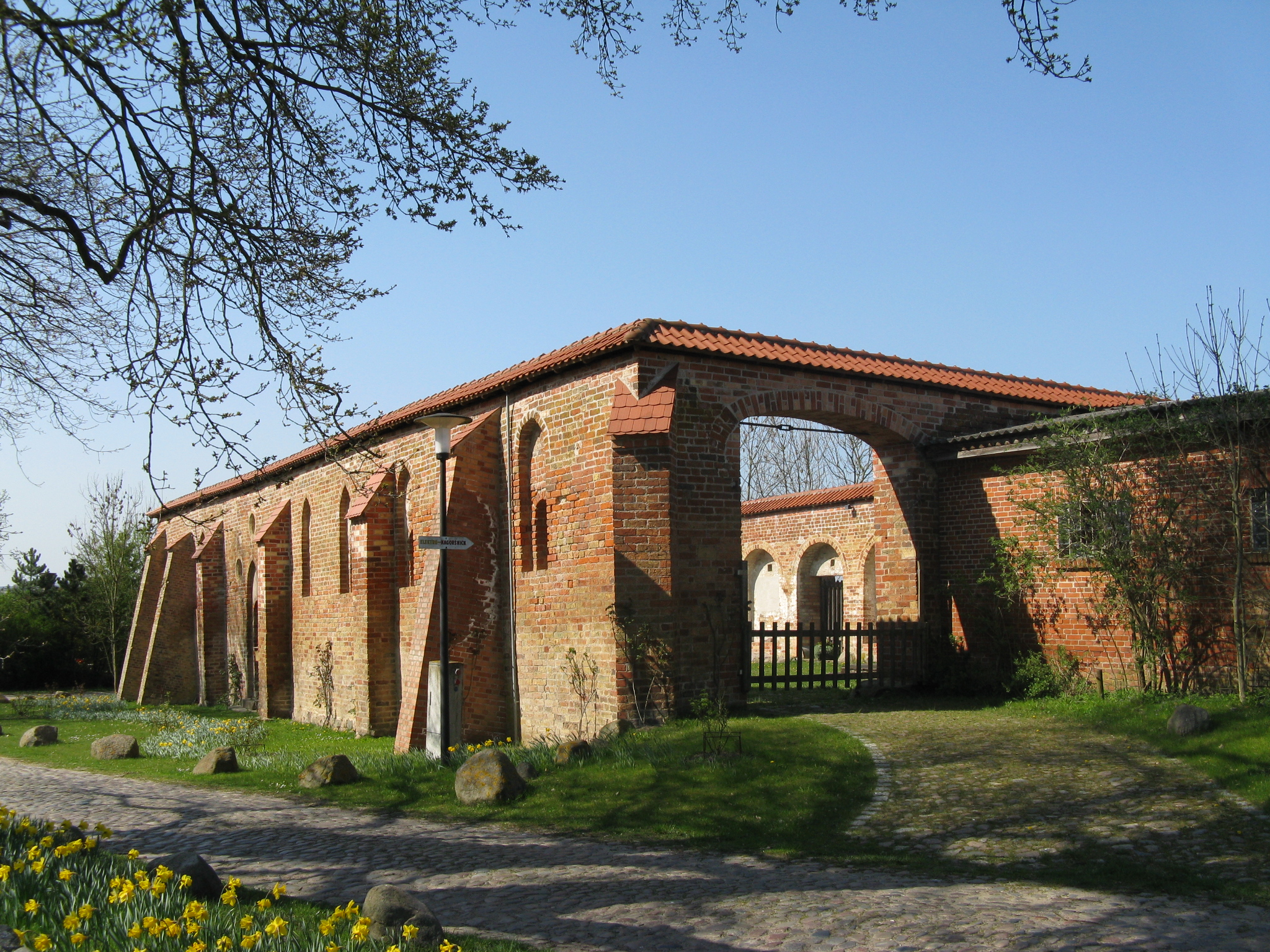
Ruine eines Klostergebäudes 2009
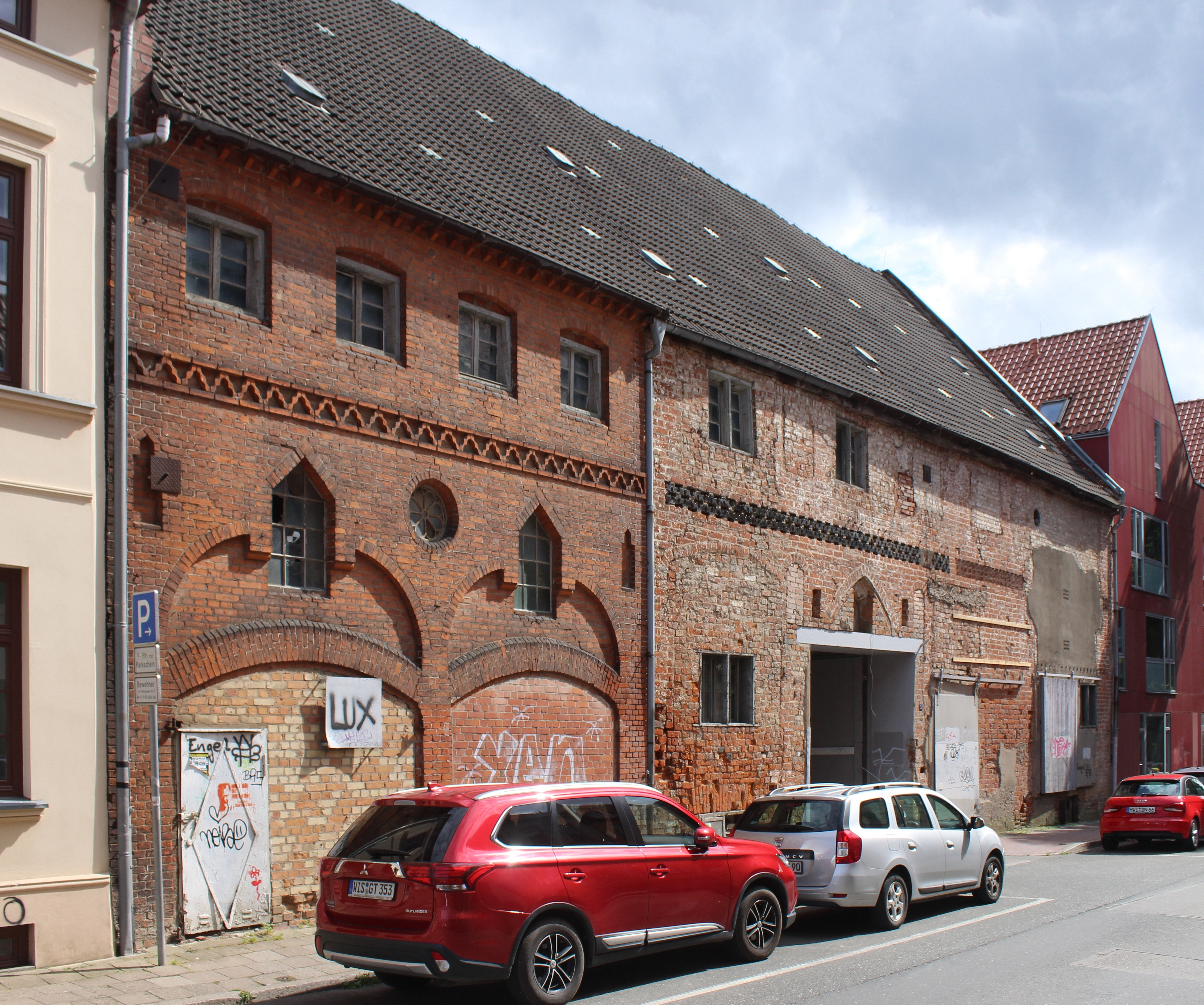
Haus der Antoniter in Wismar (2020)
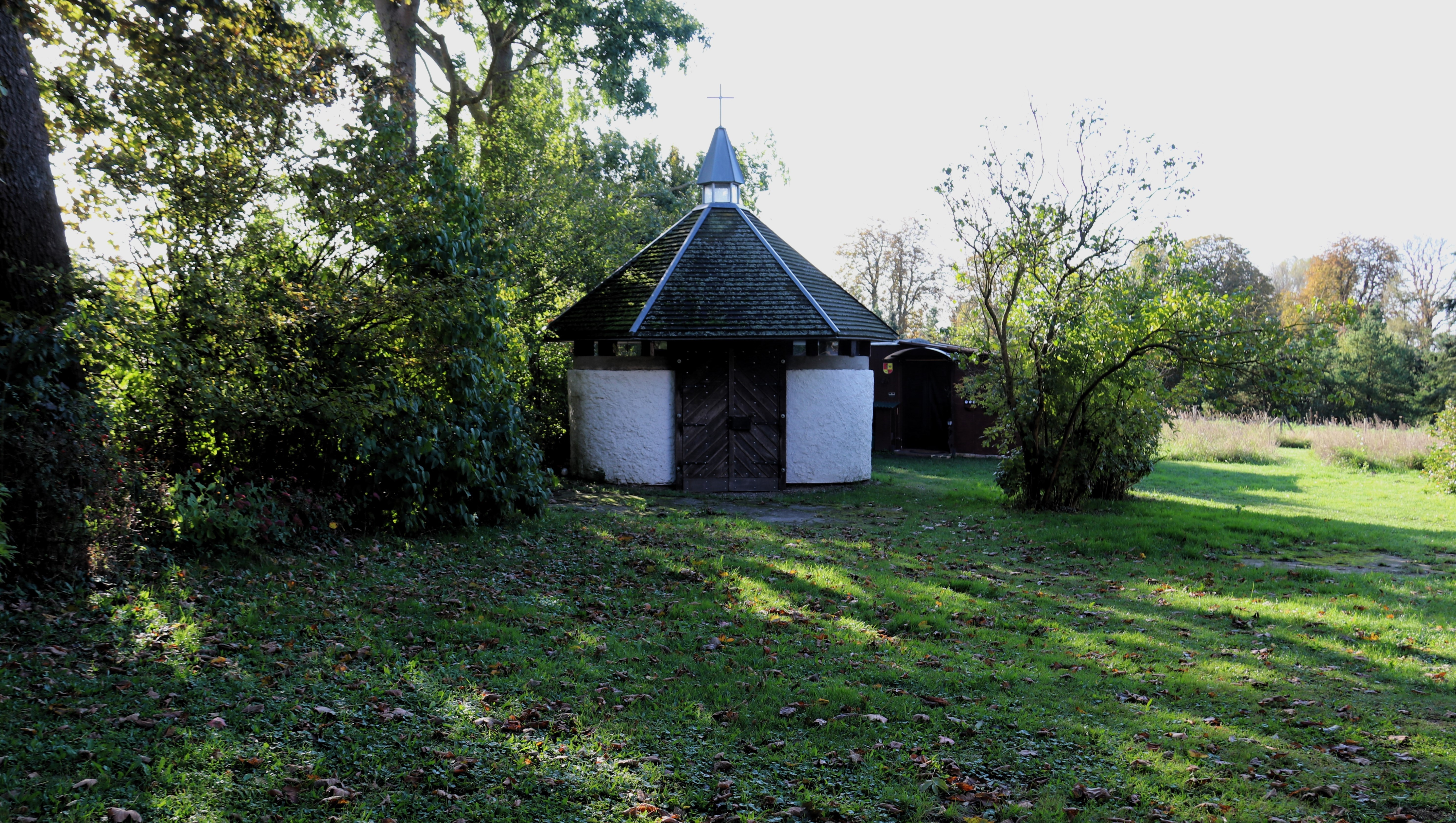
Dreieinigekitskapelle Pilger-Kloster Tempzin 2024

Neben der Kirche sind weitere Bauten der früheren Klosteranlage erhalten. Das auf gotischen Ursprung zurückgehende Warmhaus, dessen Bauzeit 1496 inschriftlich überliefert ist, wurde mit mehreren Kaminen ausgestattet, von denen der größte 4 mal 4 Meter misst. Solch ein Wirtschaftsgebäude außerhalb des Klausurbereiches zu errichten, stellt für die Kloster- und Architekturgeschichte eine Besonderheit dar. Es diente Pilgern als Obdach und war Krankenstation für die am Antoniusfeuer (Mutterkornpilz) Erkrankten. Das Warmhaus wurde noch zu Beginn des 20. Jahrhunderts als Scheune genutzt. Der Wirtschaftsbau wird gegenwärtig als Pilgerherberge genutzt. Nördlich der Kirche befindet sich eine in ihren Umfassungsmauern erhaltene mittelalterliche Scheune. In den Jahren 2011 bis 2012 wird die neue Dreieinigkeitskapelle unweit der Klosterkirche errichtet.

### Haus der Antoniter
Südlich der Wismarer Marienkirche befand sich in der Papenstraße 2a, das Haus der Antoniter (Tönnieshof). Schon vor 1438 hatte der Rat der Stadt Wismar den Antonitern die Ansiedlung an dieser Stelle erlaubt. Zur Erbauung des Antoniterhofes im 15. Jahrhundert liegen keine schriftlichen Quellen vor, doch der wirtschaftliche Aufschwung des Tempziner Klosters zeugt von der Nutzung ihres Hofes bis zur Reformation. Als Baumeister wird der Wismaraner Hans Martens angenommen. Bereits im Jahr 1415 fand der Hof Erwähnung als Wallfahrtsziel für die Bewohner Lübecks. Seit dem 17. Jahrhundert sind mehrere private Eigentümer in den Stadtbüchern verzeichnet. Ab 1833 wurde es als Speichergebäude mit Tordurchfahrt verwendet. Wesentliche Teile wurden in den 1830er Jahren klassizistisch überformt oder umgebaut. Bis 1865 erfolgte eine ziegelsichtige Erweiterung des Gebäudes. In der DDR diente das Gebäude als Teil einer Fleischfabrik.
Bis heute ist der Antoniterhof in seiner äußeren Grundstruktur erhalten geblieben. Die Straßenfassade wurde 1992 freigelegt. Seit 2023 konzentrieren sich die denkmalpflegerischen Bemühungen auf die Modernisierung und Instandsetzung des Gebäudes, wobei die Erhaltung der mittelalterlichen Fassadenreste höchste Priorität hat. Fotografisch und bauhistorisch belegte Architekturdetails (wie z. B. das Portal oder die straßenseitige Dachlandschaft) sollen wieder vervollständigt werden. Das Gebäude ist zukünftig zur Nutzung als Wohnraum mit einem gemeinschaftlichen Bereich bestimmt.

## Tempziner Altar / Hochaltar
Der Temziner Altar zählt zu den rätselhaftesten Altären im norddeutschen Raum. Nicht gesichert sind das genaue Entstehungsjahr, der Künstler oder die Werkstatt sowie der Ort seiner ersten Aufstellung. Heute zählt der Passionsaltar zu den Hauptwerken spätmittelalterlicher Tafelmalerei in Mecklenburg und befindet sich im Besitz der Sammlungen des Staatlichen Museum in Schwerin. Er wird in der Ausstellung mittelalterliche Kunst im Güstrower Schloss ausgestellt.
Eine erste Erwähnung ist für das Jahr 1411 belegt. Hier wird der Wismarer Bürger Johann Schelp als Stifter für den Altar genannt. Unter Kunsthistorikern gilt es als sehr wahrscheinlich, dass der Altar die Arbeit einer Wismarer Werkstatt ist und Einflüsse der Meister Bertram von Minden und Conrad von Soest aufweist. Im Weiteren verschmelzen in dem Werk altertümliche und stark expressive Elemente des 14. Jahrhunderts mit Anklängen burgundischer Hofkunst.
Der Flügelaltar, seit 1811 als Hochaltar nachgewiesen, ist ein gemaltes Triptychon auf Leinwand mit Kreidegrund und einer Breite von 410 cm (ausgeklappt) sowie einer Höhe von 179 cm (Mitteltafel). Die Leinwand ist auf Eichenholztafeln gespannt. Darüber befindet sich ein geschnitzter und bemalter Kamm mit dem Bildnis Jesu. Das Triptychon ruht auf einem 42 cm hohen und 88 cm breiten Predellenschrein. Es wird angenommen, dass darin Reliquien aufbewahrt wurden.
Der Altar war als Bilderbuch für die Chorbrüder sowie für die häufig des Lesens unkundigen Pilger und am Antoniusfeuer Erkrankten gedacht. Die Darstellungen auf dem Altar sollten zum Gebet ermahnen, religiöse Empfindungen auslösen und Hoffnung sowie Heilung vermitteln.
Der Flügelaltar zeigt im Einzelnen auf den Außenseiten: die Abweisung von Joachims Opfer, Joachim und der Engel, Joachim und Anna an der Goldenen Pforte, die Geburt der Maria, der Tempelgang der Maria, Joseph mit dem blühenden Stabe und das Verlöbnis der Maria. An Sonn- und Feiertagen bot der geöffnete Altar den Blick auf die Passion Jesu und im Einzelnen: das Gebet auf dem Ölberg, der Verrat des Judas, Jesus vor Pilatus, die Geißelung, die Dornenkrönung, die Kreuztragung, die Kreuzigung, die Kreuzabnahme und die Grablegung.

## Präzeptoren
Namen und Jahreszahlen bezeichnen die urkundlich nachweisbare Erwähnung als Präzeptor. Präzeptoren, auch Magister wurden die Vorsteher der Antoniusklöster genannt.
- 1358–0000 Wilhelmus Lyhartardi.[29]
- 1380–1386 Dronetus de Bergins (Bergus)[30], als Franzose war er gleichzeitig Präzeptor der Mutterpräzeptorei Grünberg.
- 1387–1388 Johannes von Idstein, danach Präzeptor in Alzey.
- 1390–1417 Petrus Barlonis, hatte zeitweilig als Propst das Amt für die Tochtergründung Mohrkirchen inne.
- 1417–1419 Wilhelm Chassipolli.
- 1419–1430 Heinrich Schlitz/Hinricus Slydze aus Hessen, kam zum Streit um die Präzeptorei.
- 1434–1444 Johannes (Tilmann) Marburg, verzichtete danach und ging nah Grünberg zurück.
- 1444–1474 Heinrich Hagenow, zuvor Offizial des Schweriner Propstes.
- 1474–1478 Gerhard Schütte (Sagittarius) aus Hessen, wurde 1478 abgesetzt.
- 1478–1481 Gerhard Martini, auch Generalpräzeptor von Memmingen.
- 1490–1499 Barthold Ponnyck/Ponnik.
- 1500–1518 Johannes Kran († 1524, Grabstein in der Stadtkirche Lübz)
- 1518–1529 Johann Wellendorp.
- 1529–1552 Gregorius Detlevi, der letzte Präzeptor, unter dem das Kloster säkularisiert wurde und der noch 1571 zu Rostock lebte.[31]

### Prokuratoren
- 1358–1359 Wilhelm Lange (Lyhatardi).[32]
- 1388–1420 Johannes Wale.[33]
- 1390–1420 Heinrich Grobis.[34]
- 1434–0000 Johannes Witte.

### Küchenmeister
- 1482–1487 Joachim Köpcke.[35]

## Pastoren
Namen und Jahreszahlen bezeichnen die nachweisbare Erwähnung als Pastor.
- 1589–1591 Johannes Deling
- 1591–0000Theodor Hansten
- 1619–1646 Johann Pencenius aus Weißensee in Thüringen, auch in Zahrensdorf
- 1646–1676 Melchior Haselberger aus Amberg in der Pfalz, auch Zahrensdorf und Bibow.[38]
- 1676–1725 Joachim Conrad Passow, auch Zahrensdorf
- 1725–1767 Christian Müller aus Kratzow in Pommern, auch Zahrensdorf
- 1770–1817 Heinrich Berner aus Cammin, wegen Erblindung im Dienst behindert
- 1818–1821 Heinrich Georg Christoph Studemund aus Güstrow
- 1822–1873 Jakob Heinrich Friedrich Zarncke aus Bützow, war Kirchenrat
- 1873–1901 Carl Johann Wilhelm Türk aus Güstrow, Rektor in Sternberg
- 1901–1932 Ernst Wolter aus Sülten bei Stavenhagen, vorher in Kladow
- 1932–1973 Hans-Jürgen Köpcke aus Brüel
- 1945–1946 Ernst Letzmann
- 1973–1999 Günter Köllen aus Nienburg in Anhalt
- 2001–2014 Joachim Anders, letzter Pastor der eigenständigen Kirchgemeinde Tempzin
- 2023–0000 Albrecht Wienß, Kirchengemeinde Brüel